# Dense Time
Dense Time es un álbum lanzado el 9 de diciembre de 2005 por el guitarrista islandés Guðlaugur Kristinn Óttarsson. Este álbum contiene composiciones de Guðlaugur e incluye a algunos de los intérpretes más importantes de Islandia, como Magnús Þór Jónsson (Megas), Björk, Ragnhildur Gísladóttir, entre otros. Su música se expande desde el jazz hasta post punk e incluso se pueden apreciar referencias a Bach y ambient music.
“Zontal” and “Patre” fueron originalmente grabadas cuando Guðlaugur estaba tocando con la cantante Björk en un proyecto paralelo a la banda KUKL conocido como The Elgar Sisters. Aquí ambas canciones son interpretadas por Megas. La letra de “Patre” fue extraída de un poema de Þór Eldon Jónsson más letras adicionales de Guðlaugur referida a los números mágicos y poliedros platónicos. La letra de “Zontal proviene de un poema de Þór Eldon titulado “Horizontal Position” y letra adicional de Guðlaugur provenientes de un escrito sobre estructuras nucleares, números platónicos y también de números mágicos.
“The Seventh Seal” fue escrita por Guðlaugur basada en el Libro de la Revelación hacia mediados de 1983 cuando la banda Þeyr se había disuelto y este trabajo fue arreglado para ser usado por KUKL. La canción ha cambiado durante el paso del tiempo y en esta versión, es interpretada por el sanador Brynjólfur Snorrason que lee el Nuevo Testamento.
“Sirius” contiene el texto de un trabajo del poeta Einar Benediktsson y es leído por el padrastro de Guðlaugur, Guðmundur Jónsson, que es un reconocido cantante de opera.
“Findings” fue compuesta en 1999 y es el tributo a los recientes fallecimientos de su padre, Óttar Hermann Guðlaugsson (1991) y su hermana, Vivan Hrefna Óttarsdóttir (1995). Esta canción, interpretada por Brynjólfur Snorrason, Hafþór Ólafsson (Súkkat) y Magnús Guðmundsson (excantante de Þeyr), cuenta la historia de los dioses que regresan de la batalla de Ragnarök, como es descripta en el Canto de la Sibila en la antigua poesía Edda.
“Stefjahreimur” es un trabajo concebido en 1993 y es interpretado por Agnar Wilhelm Agnarsson, que lee una pieza del poeta Einar Benediktsson. Se trata de una improvisación en vivo en Studio Hljóðhamar.
“Stígðu Mig” y “Síðasta Ég” fueron originalmente grabadas en 1986 en The Elgar Sisters. “Stígðu Mig” fue lanzada en el sencillo de Björk titulado Venus as a Boy (CD 2), lanzado en agosto de 1993 y “Síðasta Ég” apareció en otro sencillo de Björk: Big Time Sensuality (CD 1), el cual fue lanzado en noviembre de 1993 y en la caja de CD Family Tree en noviembre de 2002.
“Partir” fue grabada después de “Sirius”. La letra es de Megas, quien también lee el texto. Esta canción era originalmente llamada “Plasir d’amore”. “Essence” fue escrita para llegar directamente el corazón de las cosas, desde la monotonía tonal hasta una composición variada.
Dense Time termina con “Closure”, una canción creada en enero de 2005 cuando Guðlaugur estaba llevando a cabo algunos experimentos de improvisación con tres acordes disonantes. Los vocalistas son Guðlaugur, su hija Hera Þöll y Katla Rós Völudóttir. Este trabajo incluye un fragmento inédito de 1998 escrito después de la muerte de su amigo Tómas Gröndal.

## Créditos

### Intérpretes
1: Vocalista: Magnús Þór Jónsson. Letra: Þór Eldon Jónsson y Guðlaugur Kristinn Óttarsson. Guitarra: Guðlaugur Kristinn Óttarsson. Bajo: Birgir Mogensen. Bajo doble: Georg Bjarnason. Piano y percusión: Davíð Þór Jónsson. DX7: Einar Arnaldur Melax. Kalimba: Sigtryggur Baldursson.
2: Vocalista: Brynjólfur Snorrason, Hafþór Ólafsson y Magnús Guðmundsson. Vibráfono y arreglo: Guðlaugur Kristinn Óttarsson. Trompetas y cuerno: Áki Ásgeirsson. Trombón: Ingi Garðar Erlendsson y Magnús Jensson. Campanas de iglesia: Hörður Áskelsson. Bajo: Georg Bjarnason. Batería: Birgir Baldursson.
3: Letra: Einar Benediktsson. Vocalista: Guðmundur Jónsson. Guitarra y vibráfono: Guðlaugur Kristinn Óttarsson. Steel guitar: Guðmundur Pétursson. Cuerno: Hákon Leifsson. Bajo: Haraldur Þorsteinsson.
4: Letra: Þór Eldon Jónsson y Guðlaugur Kristinn Óttarsson. Vocalista: Magnús Þór Jónsson. Guitarras: Guðlaugur Kristinn Óttarsson, Guðmundur Pétursson y Þorsteinn Magnússon. Piano: Davíð Þór Jónsson. Bajo: Tómas Magnús Tómasson. Batería: Arnar Guðjónsson.
5: Vocalistas: Brynjólfur Snorrason, Hafþór Ólafsson y Magnús Guðmundsson. Piano y guitarra: Guðlaugur Kristinn Óttarsson. Cuerno: Hákon Leifsson. Bajo doble: Georg Bjarnason y Óttar Sæmundsen.
6: Letra: Einar Benediktsson. Vocalista y traducción: Agnar Wilhelm Agnarsson. Guitarra y bajo: Guðlaugur Kristinn Óttarsson. Steel guitar: Guðmundur Pétursson. Campanas de iglesia y batería: Arnar Guðjónsson.
7: Letra: Þór Eldon Jónsson. Vocalista y melodía: Björk Guðmundsdóttir. Guitarra: Guðlaugur Kristinn Óttarsson.
8: Vocalista: Magnús Þór Jónsson y Ragnhildur Gísladóttir. Prosa: Magnús Þór Jónsson. Piano y xilofón: Guðlaugur Kristinn Óttarsson. Bajo: Georg Bjarnason. Percusión: Davíð Þór Jónsson.
9: Letra: Þór Eldon Jónsson. Vocalista, clavicordio y melodía: Björk Guðmundsdóttir. Guitarras: Guðlaugur Kristinn Óttarsson.
10: Guitarra y sonar: Guðlaugur Kristinn Óttarsson. Percusión, moog y sonar: Davíð Þór Jónsson. Modulador: Guðmundur Pétursson. Sintetizador: Hilmar Örn Hilmarsson. Bajo: Tómas Magnús Tómasson.
11: Vocalista: Guðlaugur Kristinn Óttarsson, Hera Þöll Guðlaugsdóttir y Katla Rós Völudóttir. Guitarra: Guðlaugur Kristinn Óttarsson. Trompetas: Áki Ásgeirsson. Bajo: Tómas Magnús Tómasson. Batería: Arnar Guðjónsson.

### Personal
Productores: Guðlaugur Kristinn Óttarsson, Arnar Guðjónsson y Guðmundur Pétursson.

Ingenieros: Árni Benediksson, Arnar Guðjónsson, Guðmundur Pétursson, Kristján Rafn, Magnús Jenson, Mel Jefferson y Jens Hansson.

Agentes: Árni Benediksson y Stefán Ingólfsson.

Diseño de álbum: Kolbeinn Hugi Höskuldsson.

Folleto: Jón Proppe.

Lanzamiento: Helgi Jónsson.

Distribuidor: Smekkleysa.